# Tanausis
Tanausis (también transcripto como Thanausis, Taunasis o Thanauses) fue un rey legendario de los godos citado en la Getica de Jordanes, quien según el historiador del siglo XIX Alfred von Gutschmid, habría reinado a finales del siglo XIV a. C.
Durante su reinado, según Jordanes, detuvo el avance de los ejércitos del faraón Sesostris (llamado Uesosis por el autor) durante su invasión a Cólquida, en una batalla trabada en las proximidades del río Fasis. Después de su victoria, Tanausis expulsó a los invasores, quienes ya dominaban a los escitas, persiguiéndolos hasta Egipto, cuyas fortificaciones construidas contra los etíopes, lo disuadieron de continuar su avance.
En su retorno, Tanausis, conquistó gran parte de Asia, dominios que entregó a su amigo Sorno, rey de los medos. La crónica añade que, ante la riqueza de las provincias conquistadas, varios de los soldados de Tanausis desertaron y se establecieron en estas regiones; serían, según Pompeyo Trogo, los ancestros de los partos.
Tras su muerte fue reverenciado como un dios.
El origen de esta leyenda erudita puede basarse en la obra de Marco Juniano Justino, quien utilizó los escritos de Pompeyo Trogo. Originalmente se refiere a un rey escita de nombre Tano, quien habría deshecho la invasión egipcia de Sesostris (no el histórico Senusert, sino Ramsés II) mencionada por Herórdoto. Era ya un lugar común entre los historiadores grecorromanos la creencia de que las conquistas de Sesostris / Ramsés II hubiesen llegado hasta las estepas, mientras que Jordanes consideraba que el pueblo godo era idéntico a los getas de las fuentes clásicas y, por lo tanto, escitas. La cronología, por supuesto, es fantástica.
El mencionado Tano, origen de la leyenda, era el supuesto epónimo del río Tanais (actual Don) según Isidoro de Sevilla.